# 赫尔曼·埃米尔·费歇尔
赫尔曼·埃米尔·费歇尔（德語：Hermann Emil Fischer，德語發音：[ˈeːmiːl ˈfɪʃɐ] ⓘ；1852年10月9日—1919年7月15日），德国有机化学家。他合成了苯肼，引入肼类作为研究糖类结构的有力手段，并合成了多种糖类,在理论上搞清了葡萄糖的结构，总结阐述了糖类普遍具有的立体异构现象，用费歇尔投影式描述之。他确定了咖啡因、茶碱、尿酸等物质都是嘌呤的衍生物，合成了嘌呤。他开拓了对蛋白质的研究，确定了氨基酸通过肽键形成多肽，并成功合成了多肽。1902年他费歇尔因对嘌呤和糖类的合成研究被授予诺贝尔化学奖。

## 童年与教育
费歇尔出生在德国科隆地区的奥伊斯基兴小镇，父亲是一个商人。以优异成绩从中学毕业后，他本想进入大学学习自然科学特别是物理学，但他的父亲强迫他从事家族生意，直到确定他的儿子不合适经商，不得不说“这个孩子太蠢成不了商人，只能去读书”。费歇尔从而进入波恩大学学习化学，曾经上过凯库勒等人的化学课程。1872年他转学到德国在阿尔萨斯-洛林地区建立的威廉皇帝大学（现今的斯特拉斯堡大学，目前该大学化学系的一间阶梯教室以费歇尔命名）以求继续学习物理，却在阿道夫·冯·拜尔的影响下，决定终生从事化学。1874年以对荧光黄和酚酞染料的的性质进行研究获得博士学位，并被任命为助理讲师。

## 研究工作

### 肼类与嘌呤研究

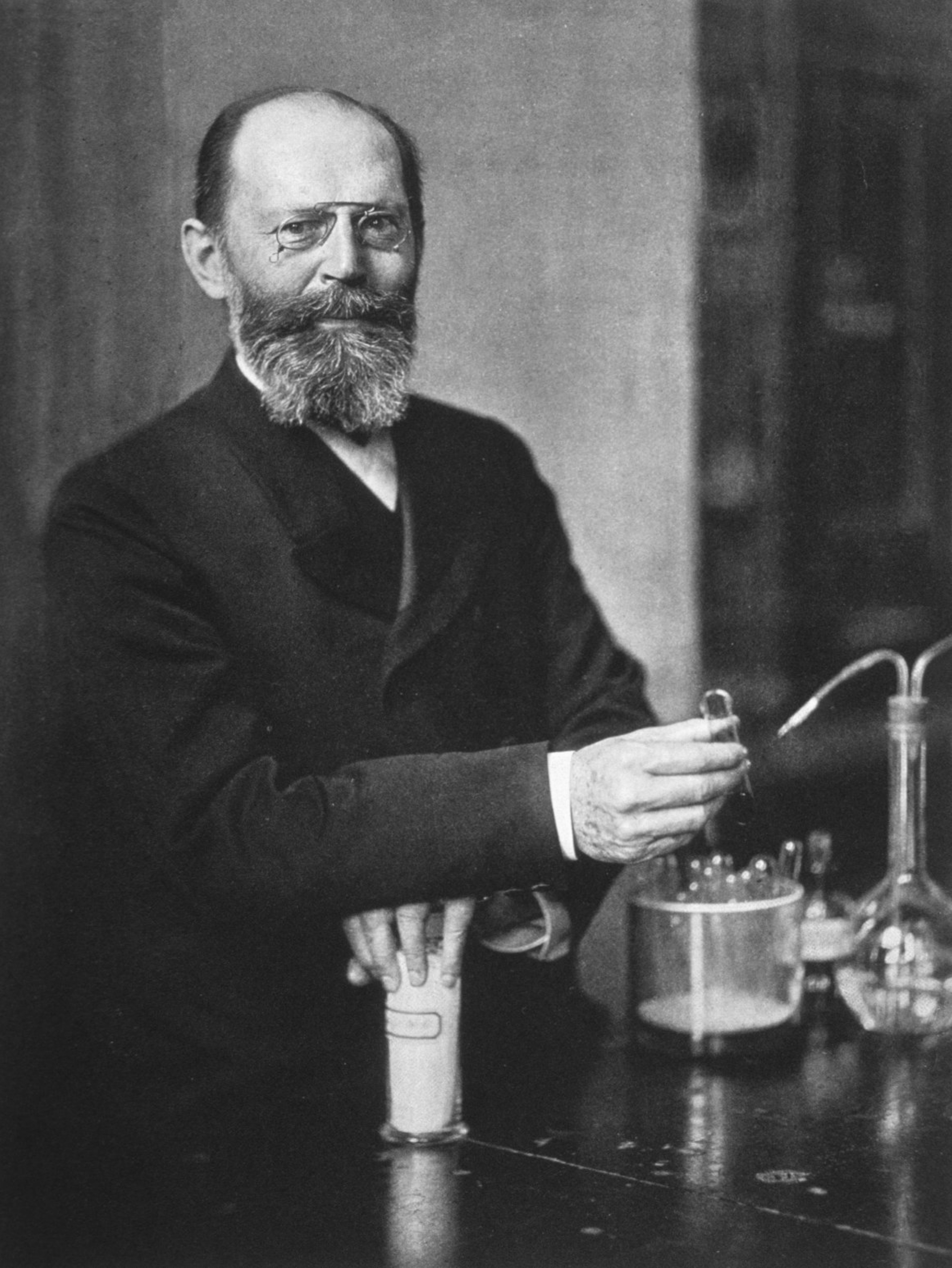

在斯特拉斯堡的临时讲师任上，费歇尔作出了自己在化学上的第一个重要发现，使用亚硫酸盐还原重氮苯，合成了苯肼（C6H5NHNH2）。以苯肼为起点，他和他的表弟奥托·费歇尔一起研究肼类的性质，他们提出了从三苯甲烷生产染料的新合成路线，并通过实验证明了这一方法的正确。1875年阿道夫·冯·拜尔被邀请前往慕尼黑大学接替1873年去世的李比希留下的化学系教授的教职，费歇尔跟随阿道夫·冯·拜尔前往，成为阿道夫·冯·拜尔在有机化学研究上的一名助手。

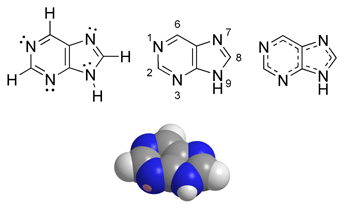
嘌呤的化学结构

1879年费歇尔被慕尼黑大学任命为分析化学的副教授，并拒绝了来自亚琛工业大学的担任化学系主任的邀请。1881年他被埃尔朗根-纽伦堡大学任命为正教授，对茶叶、咖啡、和可可等饮料的组分进行研究，分离并分析了茶碱、咖啡因、和可可碱等，进一步阐明了这些化合物和尿酸都是一个杂环化合物的衍生物。这个化合物便是嘌呤，是由一个嘧啶环和一个咪唑环杂合的杂环化合物，是重要的代谢物之一。

### 糖类和蛋白质研究
1883年他接受巴登苯胺苏打厂（巴斯夫股份公司的前身）的邀请，前往担任其实验室负责人。期间他开始了对糖类的研究。1880年以前，人们已经测出葡萄糖的化学式是C6H12O6，并通过葡萄糖可以发生银镜反应和裴林反应推测葡萄糖中存在醛基。费歇尔结合前人的成就和自己对肼类的研究进行了大量的实验。他首先研究了葡萄糖的性质，如葡萄糖被氧化为葡萄糖酸，葡萄糖被还原为醇，糖类与苯肼的反应形成苯腙和脎，后者成为确定糖类的特征鉴别反应。
1888年到1892年他成为维尔茨堡大学化学系教授，这是他觉得很快乐的一段时间，他喜欢去附近的黑森林散步，对其中生长的地衣进行了研究，这一阶段他最大的贡献是提出了有机化学中描述立体构型的重要方法—费歇尔投影式，竖直线代表远离观察者的化学键，水平线代表朝向观察者的化学键，这样将三维结构的分子用二维形式表达出来，使得研究者便于互相交流。1892年他接替刚刚去世的奥古斯特·威廉·冯·霍夫曼任柏林大学化学系主任一直到1919年去世。在柏林，费歇尔总结当时所有已知糖的立体构型他接受了雅各布斯·亨里克斯·范托夫的葡萄糖中存在四个手性碳原子的观点，确定了葡萄糖的链状结构，并认为葡萄糖应该有2的四次方=16种立体异构体。并且自己合成了其中的异葡萄糖、甘露糖和伊杜糖。 
1899年到1908年费歇尔对蛋白质的组成和性质进行了开创性的研究。在费歇尔之前，李比希等人试图像小分子一样用简单的化学式来描述蛋白质，但遇到了困难。费歇尔首先提出氨基酸通过肽键(-CONH-)结合所形成的多肽，多肽正是蛋白质的水解产物。在实验上，费歇尔改进了测试氨基酸的办法，发现了新的环状氨基酸脯氨酸和氧脯氨酸。他还尝试使用光反应来让氨基酸合成蛋白质。并合成了二肽，三肽和多肽（含18个氨基酸）。给后来桑格等人对蛋白质结构的进一步研究奠定了方法基础。

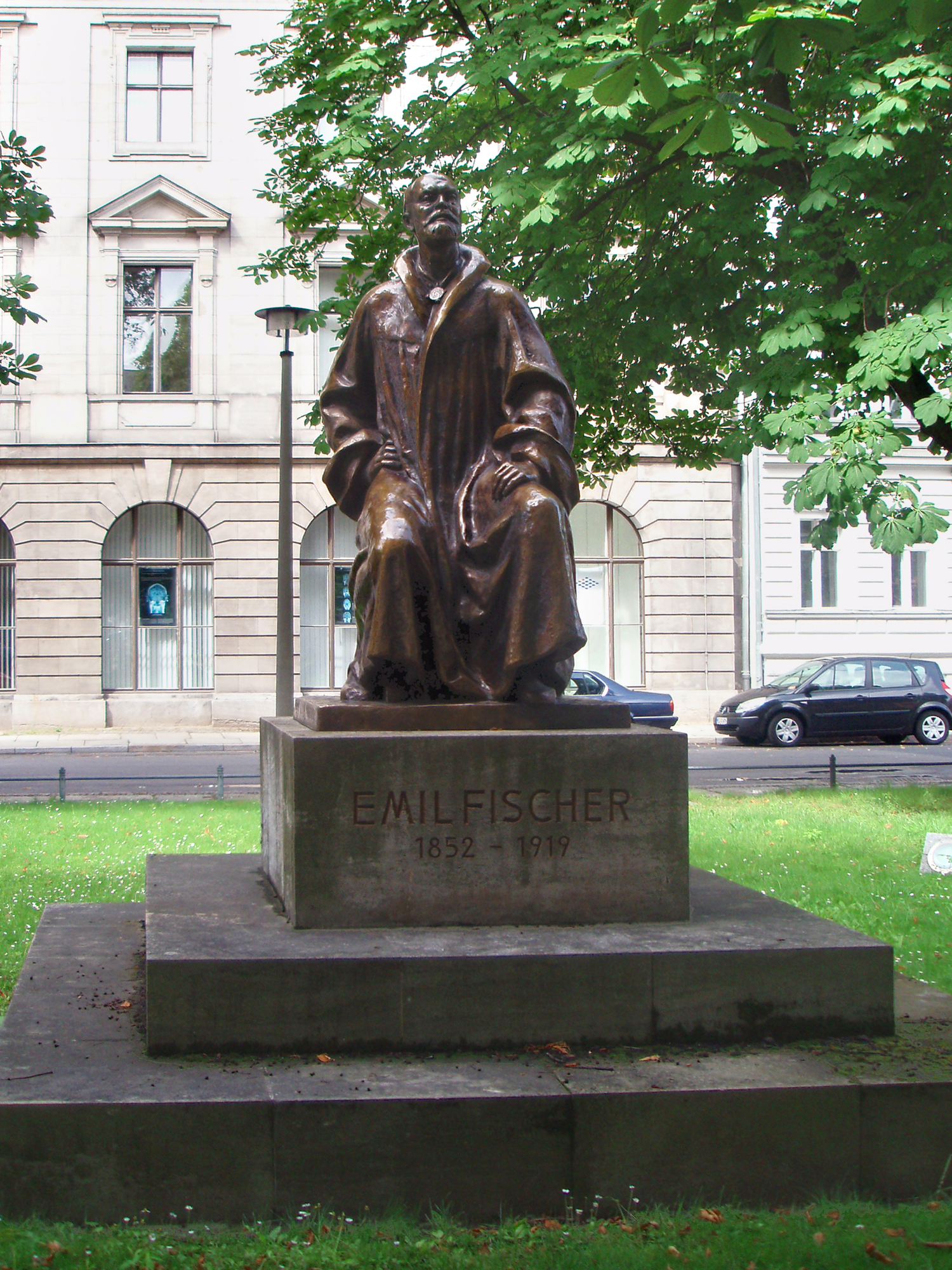
赫尔曼·埃米尔·费歇尔紀念碑，柏林

费歇尔的后半生得到了很多荣誉。他是剑桥大学、曼彻斯特大学和布鲁塞尔自由大学的荣誉博士。他还荣获普鲁士秩序勋章和巴伐利亚科学与艺术勋章。在1902年，他因对糖和嘌呤的合成被授予诺贝尔化学奖。但生活是悲惨的，他的一个儿子在第一次世界大战中阵亡。另一个儿子在25岁时因忍受不了征兵的严厉训练而自杀。费歇尔因此陷入抑郁之中，并于1919年在柏林自杀。费歇尔的长子 赫尔曼·奥托·劳伦斯·费歇尔在加州大学伯克利分校任教，从1948年直到他于1960年逝世，他对有机化学和生物化学有一定贡献。

## 以费歇尔命名的贡献
- 费歇尔吲哚合成
- 费歇尔投影式
- 費歇爾噁唑合成
- 费歇尔肽合成
- 费歇尔糖苷化
- 费歇尔酯化反应

## 延伸阅读
1. John Hudson，The Hsitory of Chemistry，Chapman & Hall，New York 1992. ISBN 0-412-03641-X
2. 《中国大百科全书·化学卷》费歇尔条目。
3. 诺贝尔官方网站关于赫尔曼·埃米尔·费歇尔传记 （页面存档备份，存于）